# Willard Gibbs
Ne doit pas être confondu avec Oliver Wolcott Gibbs.
Pour les articles homonymes, voir Gibbs.
Josiah Willard Gibbs (prononcé en anglais : [dʒoʊˈsaɪ.ə ˈwɪləɹd ɡɪbz] ; New Haven, 11 février 1839 - New Haven, 28 avril 1903) est un physico-chimiste américain.
Son travail sur l'application à la chimie de la thermodynamique joue un grand rôle dans la transformation de la chimie physique en science raisonnée et rigoureuse. Avec Maxwell et Boltzmann, il a créé la mécanique statistique (son propre néologisme) qui explique les lois de la thermodynamique à l'aide des propriétés statistiques des grands ensembles de particules. En mathématiques, il est aussi un des fondateurs (avec Oliver Heaviside) de l'analyse vectorielle.

## Biographie
Gibbs est le quatrième des cinq enfants et le fils unique de Josiah Willard Gibbs (père), grammairien et théologien qui est professeur de littérature sacrée au séminaire de Yale à New Haven, et de son épouse Mary Anna, née Van Cleve. Le père de Gibbs est reconnu pour avoir trouvé un interprète pour les esclaves africains qui avaient saisi le navire La Amistad.
Gibbs descend d'une longue lignée d'universitaires américains depuis le XVIIe siècle. Du côté paternel, il est descendant de Samuel Willard, président de l'université Harvard de 1701 à 1707. Un de ses ancêtres est le révérend Jonathan Dickinson, premier président du Collège de New Jersey (devenu l'université de Princeton en 1896). Son prénom Josiah dérive de son ancêtre Josiah Willard, secrétaire de la province de la baie du Massachusetts au XVIIIe siècle.
Gibbs est diplômé de l'université Yale en 1858, gagnant des prix d'excellence en mathématiques et en latin. Il continue des études supérieures toujours à Yale, et en 1863 il devient le premier étudiant américain à obtenir un doctorat en ingénierie, avec une thèse sur la conception optimale des engrenages. Après son doctorat, Gibbs devient tuteur à Yale pour trois années, enseignant le latin pendant deux années et la physique (dite philosophie naturelle à l'époque) pendant la troisième année.
Il étudie ensuite pendant trois années à Paris, Berlin et Heidelberg de 1866 à 1869. À l'université de Heidelberg, il apprend les travaux scientifiques de Gustav Kirchhoff et Hermann von Helmholtz, y compris leurs recherches dans la thermodynamique. Ces trois années sont la seule période de sa vie pendant lequel il vit à l'extérieur de New Haven, à l'exception de ses vacances estivales habituelles aux Adirondacks. Après son retour de l'Europe en 1871, il est nommé professeur de physique mathématique à Yale, premier professeur dans cette matière aux États-Unis. Il passe le reste de sa carrière à Yale.
Il demeure célibataire toute sa vie et reste dans le foyer de son enfance avec sa sœur Julia et son beau-frère Addison Van Name, bibliothécaire de l'université Yale. Il meurt à New Haven à l'âge de 64 ans d'une occlusion intestinale aiguë.

## Contributions scientifiques

### Thermodynamique

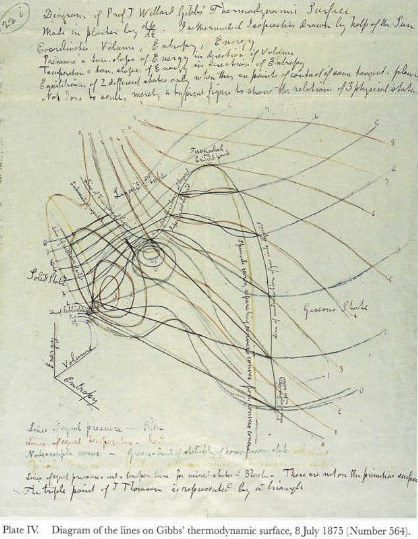
Dessin de Maxwell pour la réalisation du moulage en plâtre envoyé à Gibbs.

Gibbs publie son premier article scientifique en 1873 au sujet de la représentation géométrique des fonctions d'état thermodynamiques. L'article parait aux Transactions of the Connecticut Academy, une revue peu connue, mais il envoie aussi des tirés-à-part à ses correspondants scientifiques en Europe. Il reçoit une réponse très favorable du physicien britannique James Clerk Maxwell, qui fait trois copies d'un moulage en plâtre d'une surface qui est la représentation visuelle du formalisme mathématique de Gibbs. Il envoie une copie comme cadeau à Gibbs ; cette copie est toujours exposée au département de physique à Yale.
Entre 1875 et 1878, Gibbs rédige une série d'articles qui mettent en application ses méthodes graphiques d'analyse thermodynamique aux systèmes chimiques à plusieurs phases. Ces articles sont ensuite publiés comme monographie sous le titre Équilibre des substances hétérogènes et constituent la base de la thermodynamique chimique. Il définit pour les réactions chimiques deux quantités très utiles, à savoir l'enthalpie qui représente la chaleur d'une réaction à pression constante, et l'enthalpie libre qui détermine si oui ou non une réaction peut procéder de façon spontanée à température et pression constante. Cette dernière quantité est maintenant nommée énergie de Gibbs en son honneur (ou comme anglicisme énergie libre de Gibbs).
Dans ses articles sur les équilibres hétérogènes, il introduit les notions de potentiel chimique (en même temps que Pierre Duhem) et de variance ainsi que la règle des phases. En somme, il applique les notions de la thermodynamique à l'interprétation des phénomènes physico-chimiques et réussit à expliquer et à interpréter un ensemble de faits auparavant isolés les uns des autres.
Gibbs crée le terme de mécanique statistique ainsi que de nombreuses notions essentielles à la description statistique des systèmes physiques, telles que les ensembles statistiques connus sous les noms ensemble canonique, ensemble microcanonique et ensemble grand-canonique. Son cadre théorique est tellement bien construit qu'il survit presque intact à la découverte (après son décès) que les particules microscopiques obéissent aux lois de la mécanique quantique, plutôt qu'à la mécanique newtonienne que connaissaient Gibbs et ses contemporains. Il propose et résout le paradoxe de Gibbs au sujet de l'entropie associée au processus de mélange des gaz, paradoxe qui est souvent considéré comme une anticipation de l'indiscernabilité des particules identiques qu'exige la mécanique quantique. Dans son manuel Principes élémentaires en mécanique statistique (1902), il s'intéresse aux aspects microscopiques de la thermodynamique.

### Physique mathématique
De 1880 à 1884 et parallèlement à Oliver Heaviside, il développe l'analyse vectorielle à partir de la théorie des quaternions d'Hamilton. Afin de faciliter l'usage de cet outil en physique, il sépare la partie réelle et la partie vectorielle du produit de deux quaternions purs. Cela l'amène à introduire la notion de tenseur dyadique ainsi que les notations du produit scalaire et du produit vectoriel de deux vecteurs qui sont encore employées, du moins en anglais (inner/outer product). C'est ainsi qu'il découvre la similitude de ses recherches avec celles de l'Allemand Grassmann et son « algèbre multilinéaire » :  Gibbs entreprend alors de faire mieux connaître l’œuvre de Grassmann, qu'il estime antérieure et de portée plus générale que les quaternions d'Hamilton, familiers à l'époque aux scientifiques britanniques. Il s'efforce de convaincre les héritiers de Grassmann de faire publier la thèse inédite sur les marées (Theorie der Ebbe und Flut) que Grassmann avait soutenue en 1840 à l'université Humboldt de Berlin et dans laquelle il avait introduit pour la première fois la notion de ce que Peano appellera « espace vectoriel. »
Gibbs fait imprimer ses notes de cours sur l'analyse vectorielle en 1881 et 1884. Ces notes sont ensuite publiées par un étudiant, Edwin Bidwell Wilson, sous la forme d'un manuel, Vector Analysis, publié en 1901. Ce livre aide à faire adopter la notation basée sur l'opérateur del ou « nabla », employée de façon générale de nos jours : il exercera une profonde influence sur l'Autrichien Jaumann. Comme l'avait souhaité Gibbs, les quaternions de Hamilton seront abandonnés par la plupart des physiciens, mais très progressivement.
Gibbs applique également ses méthodes vectorielles à la détermination des orbites des planètes et des comètes:160. Il introduit la notion de « triade », grandeur duale des vecteurs, notion d'une grande importance pour la cristallographie. Dans un autre domaine mathématique, il redécouvre le phénomène de Gibbs dans la théorie des séries de Fourier (à son insu cependant, ce phénomène ayant été découvert une trentaine d'années auparavant par le mathématicien anglais Henry Wilbraham).

### Optique physique
Gibbs a apporté une contribution importante à la théorie classique de l'électromagnétisme. Il applique les équations de Maxwell à la théorie des processus optiques tels que la biréfringence, la dispersion et l'activité optique. Il démontre que ces processus peuvent être expliqués à l'aide des équations sans faire aucune hypothèse quant à la nature microscopique de la matière. En plus il ne requiert aucune hypothèse au sujet du supposé milieu de propagation des ondes électromagnétiques (dit l'éther luminifère au XIXe siècle avant qu'Albert Einstein démontre sa non-existence). Gibbs souligne que l'absence d'onde longitudinale en électromagnétique, condition nécessaire pour expliquer les propriétés observées de la lumière, est en effet garantie par les équations de Maxwell, étant donné leur invariance de jauge (dans le langage de la physique de nos jours).

## Reconnaissance
En chimie physique, il est principalement connu pour ses travaux en thermodynamique, travaux qui lui valent le prix Rumford en 1880, et en physique statistique où sa contribution a été décisive et lui valut la médaille Copley en 1901. Il est élu membre de l'Académie nationale des sciences des États-Unis  en 1879, membre honoraire de la London Mathematical Society en 1892 et Compagnon de la Royal Society en 1897.
Un cratère de la Lune a reçu son nom. L'astéroïde (2937) Gibbs porte également son nom.
Il est l'un des tout premiers scientifiques américains à jouir d'une aura internationale, et Albert Einstein parle de lui comme du « plus grand esprit dans l'histoire de l'Amérique ».

## Ouvrages
- Pierre Duhem (1908). Josiah-Willard Gibbs, à propos de la Publication de ses Mémoires Scientifiques, Paris, A. Hermann.
- J. Willard Gibbs, traduit par Henry Le Chatelier, « Équilibre des systèmes chimiques »,  éd. G. Carré et C. Naud (Paris), 1899, Accessible sur Gallica.
- (en) Josiah Willard Gibbs, Elementary principles in statistical mechanics, 1902 [détail de l’édition] (lire en ligne).